# الدفع الكهربائي المتكامل IEP or IFEP
إن الدفع الكهربائي المتكامل Integrated Electric Propulsion IEP أو الدفع الكهربائي الكامل Full Electric Propulsion FEP أو متكاملة الدفع الكهربائي الكامل Integrated Full Electric Propulsion IFEP هو نسق لأنظمة الدفع البحرية بحيث تولد التوربينات الغازية أو مولدات الديزل أو كليهما معاً، كهرباء ثلاثية الأطوار
 والتي تستخدم في تشغيل محركات كهربائية تعمل على إدارة إما رفاص (مروحة، دافع، داسر) أو دافعة مياه نفاثة Waterjet impeller. وهو يُعد تعديل لنظام الدفع المركب للسفن شراكة ديزل/كهرباء و غاز CODLAG مما يلغي الحاجة إلى القابض (دربرياج) Clutch ويقلل أو يلغي الحاجة إلى صندوق التروس وذلك باستخدام ناقل الحركة الكهربائي بدلا من النقل الميكانيكي، وبهذا تشكل المنظومة هجين من الدفع الكهربائي المتوالي، بدلا من المتوازي.

## نظام متكامل

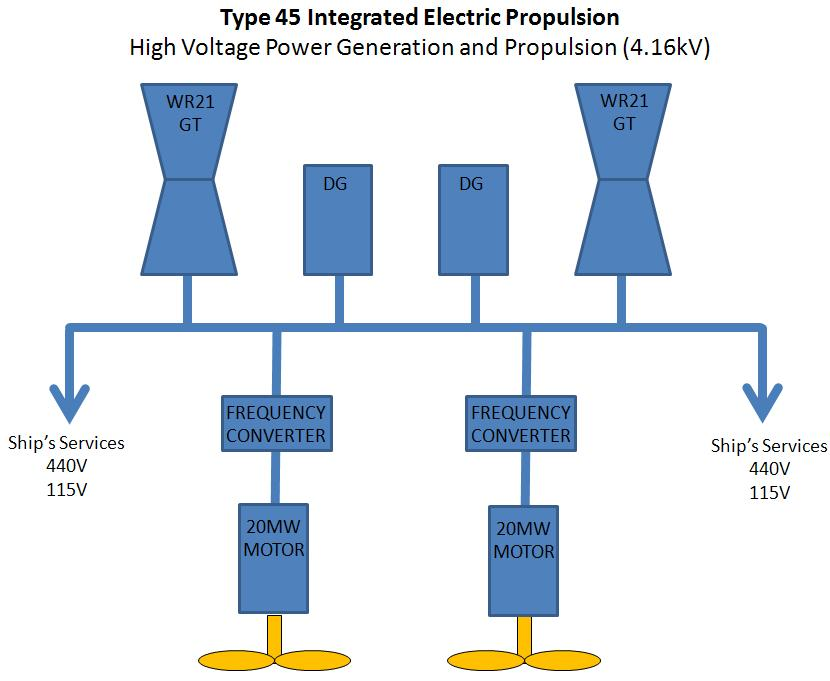
مثال على الدفع الكهربائي المتكامل بالمدمرة Type 45
(GT: توربين غازي - DG: مولد ديزل)

إن إزالة الربط الميكانيكي بين المحرك والدفع له العديد من المزايا بما في ذلك زيادة الحرية في وضع المحركات
، وكذك الفصل الصوتي للمحركات عن الهيكل مما يجعل السفينة أقل صخباً، علاوةً على تخفيض الوزن والحجم
. والحد من البصمة الصوتية ميزة هامة بشكل خاص للسفن الحربية التي تسعى إلى تجنب الرصد و كذلك للسفن السياحية التي يهم مشغليها إلى توفير رحلة ممتعة للركاب، ولكنها صفة أقل أهمية لسفن الشحن.
ولأن السفن على أي حال تحتاج للكهرباء -حتى وهي غير مبحرة- فإن تكون كل محركاتها منتجةً للكهرباء، سيقلل هذا -ولاشك- من عدد المحركات اللازمة مقارنة بالأنظمة التقليدية التي تضم محرك أو تجمع من المحركات النتجة للكهرباء ومجموعة أخرى من المحركات لتوفير الدفع، ويستتبع هذا الحد من تكلفة رأس المال وتكاليف الصيانة.
ويضم الترتيب النموذجي للدفع الكهربائي المتكامل كلاً من مولدات الديزل وتوربينات الغاز. ويعدالوزن المنخفض لتوربينات الغاز، وصغر حجمها مقارنة بمولدات الديزل التي تمنح نفس المستوى من الطاقة من أهم مزايا التوربينات. وهي علاوة على ذلك منخفضة الضوضاء والاهتزازات عن مثيلاتها من مولدات الديزل، ولكنها فعالة فقط عند -أو بالقرب من- مستوى الطاقة القصوى، بينما مولدات الديزل لديها ميزة الكفاءة أو الفاعلية العالية في مجموعة واسعة من مستويات الطاقة، ويسمح استخدامهما في تركيبة أو شراكة بالاستفادة من نطاق كامل من الكفاءة التشغيلية، ونمط هاديء (منخفض الاهتزازات) من التشغيل، وقدر من تخفيض الوزن والحجم مقارنةَ بمنظومة قائمة على مولدات الديزل وحدها.
وفي السفن الحربية، تستخدم مجموعة من مولدات الديزل عادة لتوفير الحمل الأساسي والقدرة الكافية لتحقيق سرعة تجوال Cruise speed ، بينما تستخدم توربينات الغاز لتوفير الطاقة القصوى لسرعات أعلى، وقد تكون هناك حاجة إليها لتشغيل أنظمة الأسلحة مع احتياجات عالية من الطاقة.
أما في سفن الركاب، فيتم استخدام واحد أو أكثر من التوربينات الغازية للرحلات السريعة، بينما تقدم مولدات الديزل مصدر فعال للكهرباء، يكون وفيراً وموثوق به عندما تكون في الميناء، أو في مرساة، أو عند الانجراف.
ومن الجدير بالذكر أن نظام الديزل/كهرباء Diesel-electric system هو نظام الدفع الكهربائي المتكامل الذي لا يتم فيه استخدام أي من توربينات الغاز وتعمل محركات الديزل منفردة.
كما أن منظومة من توربيات الغاز/كهرباء Turbine-electric system هي ايضاً منظومة ممكنة حيث يتم استخدام مولدات التوربينات الغازية، فبعض اليخوت تستخدم فقط توربينات الغاز للدفع الكهربائي المتكامل من دون أي محركات ديزل.

## الحد من التلوث
في النرويج يتم استخدام الدفع الهجين الغازي الكهربائي في أسطول من العبارات ذات الدفع الكهربائي بالكامل و الهجين لعبور الأزقة البحرية Fjord. ويمكن لهذه السفن (العبارات)، و التي يمكنها الإبحار بسرعة من 17 إلى 18 عقدة، أن تخفض من إجمالي أكاسيد النيتروجين بمقدار 000 8 طن سنويا، وكذلك تنخفض انبعاثات ثاني أكسيد الكربون بمقدار 000 300 طن سنويا. وتقوم تلك العبارات بتوفير ملايين الليترات من الديزل سنويا، بينما يتم إعادة شحن بطارياتها أثناء الليل.

## قائمة بسفن تعمل بمنظومات الدفع الكهربائي المتكامل IEP
- مدمرة Type 45 البحرية الملكية البريطانية
- مدمرة زوموالت بحرية الولايات المتحدة
- عابرة المحيط آر إم إس كوين ماري 2 لشركة النقل البحري البريطانية كونارد لاين
- سفينة الهجوم البرمائية وحاملة الطائرات خوان كارلوس البحرية الإسبانية
- حاملة الطائرات كوين إليزابيث البحرية الملكية البريطانية